# Windows Search
Windows Search (WS, in älteren Versionen auch MSN Desktop Search und Windows Desktop Search genannt) ist ein Desktop-Suchprogramm, das anhand von Filterkriterien bestimmte von einem Benutzer erreichbare Dokumente, Dateien und E-Mails auf der Festplatte eines Windows-Systems sowie im Netzwerk (auf UNC-Freigaben) indiziert und eine schnelle Volltextsuche ermöglicht.
WS kann innerhalb des Betriebssystems Windows XP die klassische Dateisuche des Windows-Explorers ersetzen. Für die "Schnelle Suche" integriert WS ein Eingabefeld in der Windows-Taskleiste (Windows XP) oder im Startmenü (ab Windows Vista). Die Treffer werden sofort beim Eintippen in einem Drop-Down-Fenster aufgelistet. Für die "Erweiterte Suche" (diese beinhaltet die Einstellung der Filterkriterien, Sortieren und Vorschau) wird der Windows-Explorer verwendet.
Seit Windows Vista ist WS als fester Bestandteil des Betriebssystems integriert. Für Windows XP wird WS als optionales Update angeboten.
Microsoft Outlook 2007 und 2010 verwenden für die "schnelle Suche" bevorzugt Windows Search, setzen es allerdings nicht zwingend voraus.
WS wird auch in deutscher Sprache angeboten. Der Download und die Benutzung von WS sind unter Windows kostenlos.

## Design
Mit einem Windows 11 Update hat der Windows-Desktop drei verschiedene Optionen für das Suchsymbol bekommen:
- Suchfeld (mit direkter Eingabe in der Taskleiste)

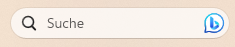
Suchfeld Windows 11

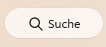
Suchsymbol + Bezeichnung für Windows 11 Taskleiste

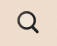
Nur Suchsymbol in der Windows 11 - Taskleiste

- Suchsymbol + Bezeichnung
- Suchsymbol

## Unterstützte Datenquellen
Windows Search durchsucht laut Angabe von Microsoft mehr als 200 gängige Dateiformate, darunter E-Mails, Dokumente, Bilder, Musik, Videos und PDF-Dateien.

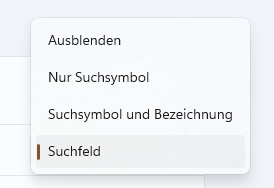
Suchsymbole für das Suchfeld in der Taskleiste von Windows 11 - die Optionen

Windows Search kann durch Plugins, sogenannte iFilter, für die Indizierung neuer Dateiformate erweitert werden. iFilter sind Filtermodule, die die interne Struktur eines bestimmten Dateityps verstehen können und gezielt die für die Indizierung brauchbaren Informationen extrahieren können. Sie werden in der Regel von unabhängigen Herstellern angeboten, die ihre hauseigenen Dokumententypen der Windows-Suche zugänglich machen wollen. Damit kann die Suchfunktion um weitere Formate wie z. B. gepackte Archive (ZIP) oder MindManager erweitert werden. Der Windows-Indexdienst verwendet ebenfalls solche iFilter.

## Datenbank / Technologie
WS katalogisiert alle den Filterkriterien entsprechenden Dateien, ermittelt die relevanten Schlagwörter anhand einer Häufigkeitsanalyse und speichert die Indexdaten in einer Datenbank. Verwendet wird Microsofts JET-DB-Technologie (die unter anderem auch für die Speicherung des Exchange Server Information Stores eingesetzt wird). Die Indexdaten liegen somit in einer einzigen EDB-Datei (Embedded Database) vor, die im Profil des Benutzers abgelegt wird.
WS kann die klassische Dateisuche ersetzen. Es werden von WS jedoch nur Dateien gefunden, die auch indiziert wurden. Die Indizierung erfolgt entweder auf Befehl, oder (standardmäßig) im Hintergrund, bzw. während des Zugriffes auf Dateien. Für die Suche nach Dateien, die nicht Bestandteil der indizierten Verzeichnisse sind, muss wieder auf die klassische Suche umgeschaltet werden.

## Unterschiede zu anderen Desktop-Suchprogrammen / Alleinstellungsmerkmale
Im Gegensatz zu anderen Desktop-Suchprogrammen kann Windows Search auch den Ansprüchen an die Nutzung in (Windows-)Netzen gerecht werden:
- Das wichtigste „Alleinstellungsmerkmal“ ist die Möglichkeit, die Konfiguration netzweit über die Windows-Gruppenrichtlinien (Group Policy Objects GPO) zu steuern. Auch die Desktop-Suche Lookeen Search bietet ab der Version 2.0 GPO-Unterstützung.
- Bei Netzlaufwerkfreigaben kann die WS den bestehenden Index des Servers mit dem eigenen Index abgleichen, soweit der Server ebenfalls die Windows-Search-Dienste anbietet. Allerdings funktioniert die Index-Suche auf Windows Server weder in Kombination mit Deduplizierung[2] noch mit DFS-Namensräumen[3].
- Außerdem ist es möglich, einzelne Ordner direkt im Explorer von der Suche auszuschließen.

## Alternativen
Siehe Liste von Desktop-Suchprogrammen

## Systemvoraussetzungen
- Microsoft Windows XP (mindestens SP2 für WS Version 3), Windows Server 2003 SP1, Windows Vista, Windows Server 2008, Windows Home Server, Windows 7, Windows 8
- Microsoft Internet Explorer 6 oder höher
- Für E-Mail-Indizierung: Microsoft Outlook 2000 oder höher, Microsoft Outlook Express 6.0 oder höher. Plugins für andere E-Mail-Clients sind im Web verfügbar.
- Für Voransicht von Microsoft-Office-Dokumenten: Office XP oder höher